# Перренаты
Перрена́ты (пер- + рений) — класс химических соединений; соли рениевой кислоты. Содержит рений в степени окисления +7 . Конечные продукты реакций окисления соединений рения, протекающих в водных растворах. В отличие от перманганатов не являются сильными окислителями, с трудом поддаются восстановлению. Бесцветные кристаллы, кроме случаев, когда цвет определяется природой катиона. Перренаты щелочных металлов перегоняются без разложения, перренат аммония при нагревании разлагается с образованием смеси оксидов рения, среди которых преобладает диоксид рения.
При изменении среды с нейтральной до сильно-щелочной перренаты превращаются в мезо-перренаты, например Ba(ReO4)2 превращается в Ba3(ReO5)2. Более распространенным методом получения мезо-перренатов щелочных и щелочно-земельных металлов является нагревание при умеренных температурах сухих реннатов со щелочами; таким образом можно получить мезореннаты натрия, калия, бария и стронция. Большинство мезо-реннатов имеет желтую окраску. Сплавление реннатов с оксидами металлов или карбонатами приводит к получению ортоперренатов оранжевого цвета, например NaReO6.
Фтор реагирует с перренатом натрия с образованием ReO2F3.

## Примеры
- Перренат бария
- Перренат кобальта(II)
- Перренат серебра
- Перренат тетраметиламмония